# Atrachea
Atrachea is een geslacht van vlinders van de familie Uilen (Noctuidae), uit de onderfamilie Acronictinae.

## Soorten
- Atrachea argillacea Draudt, 1950
- Atrachea miyakensis Sugi, 1963
- Atrachea nitens Butler, 1878
- Atrachea ochrotica Hampson, 1910
- Atrachea parvispina Tschetverikov, 1904
- Atrachea sordida Butler, 1881